# Jaap en Jurie
Jaap en Jurie is een project van de Nederlandse gemeente Urk om jonge verkeersdeelnemers bewust te maken van verkeersveiligheid. In 2004 ontwikkelde de Werkgroep Gezond Gedrag het idee. Het project startte op 11 oktober 2008. Beloning van goed gedrag is het uitgangspunt; kinderen krijgen munten bij goed (verkeers)gedrag of het opvolgen van regels. Met de munten kan er worden deelgenomen aan een loting.
In 2012 won het project de verkeersveiligheidsprijs van Flevoland van de Fietsersbond.